# Dreifaltigkeitskapelle (Bedernau)

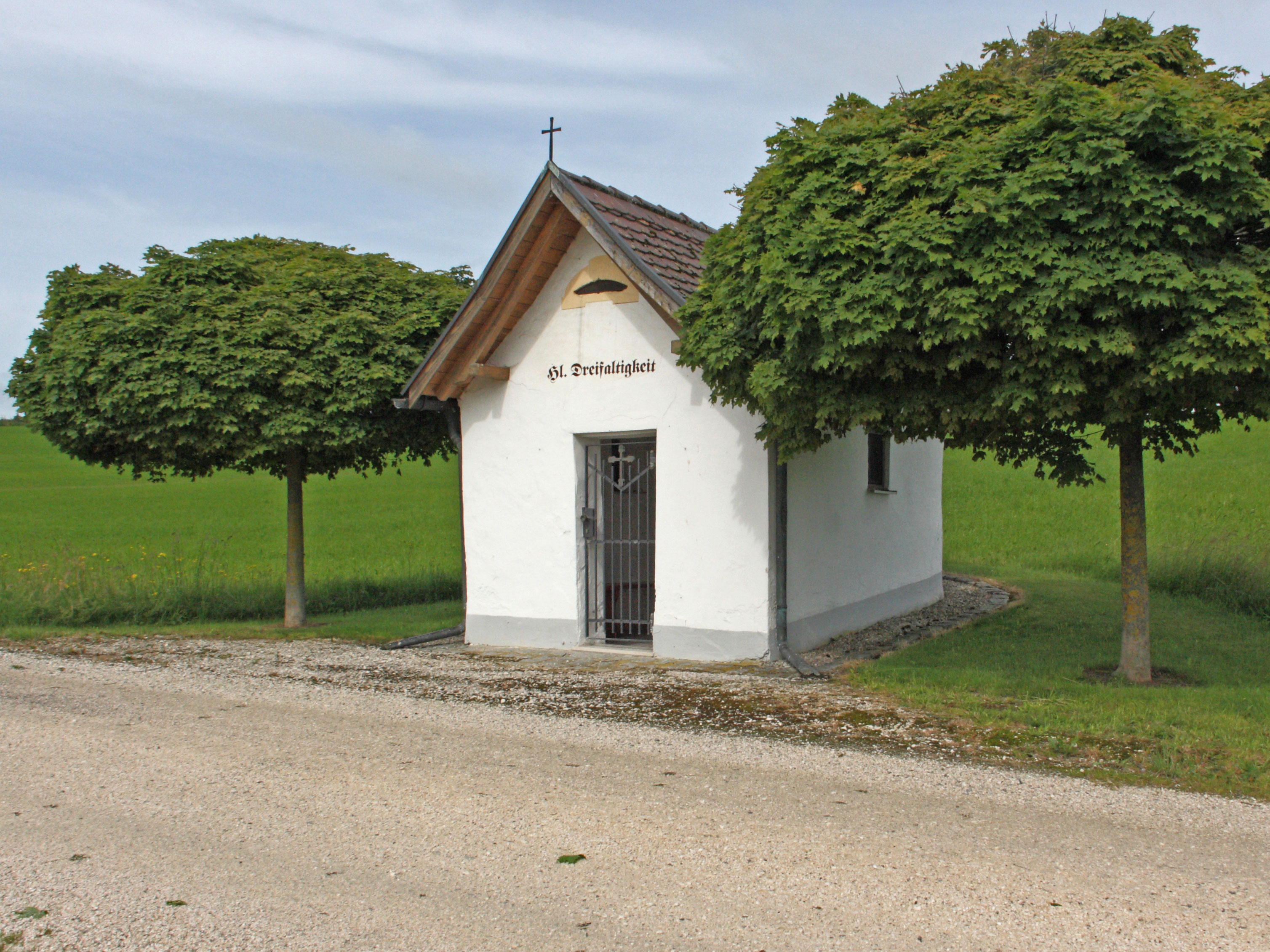
Dreifaltigkeitskapelle bei Bedernau am Schellenberg

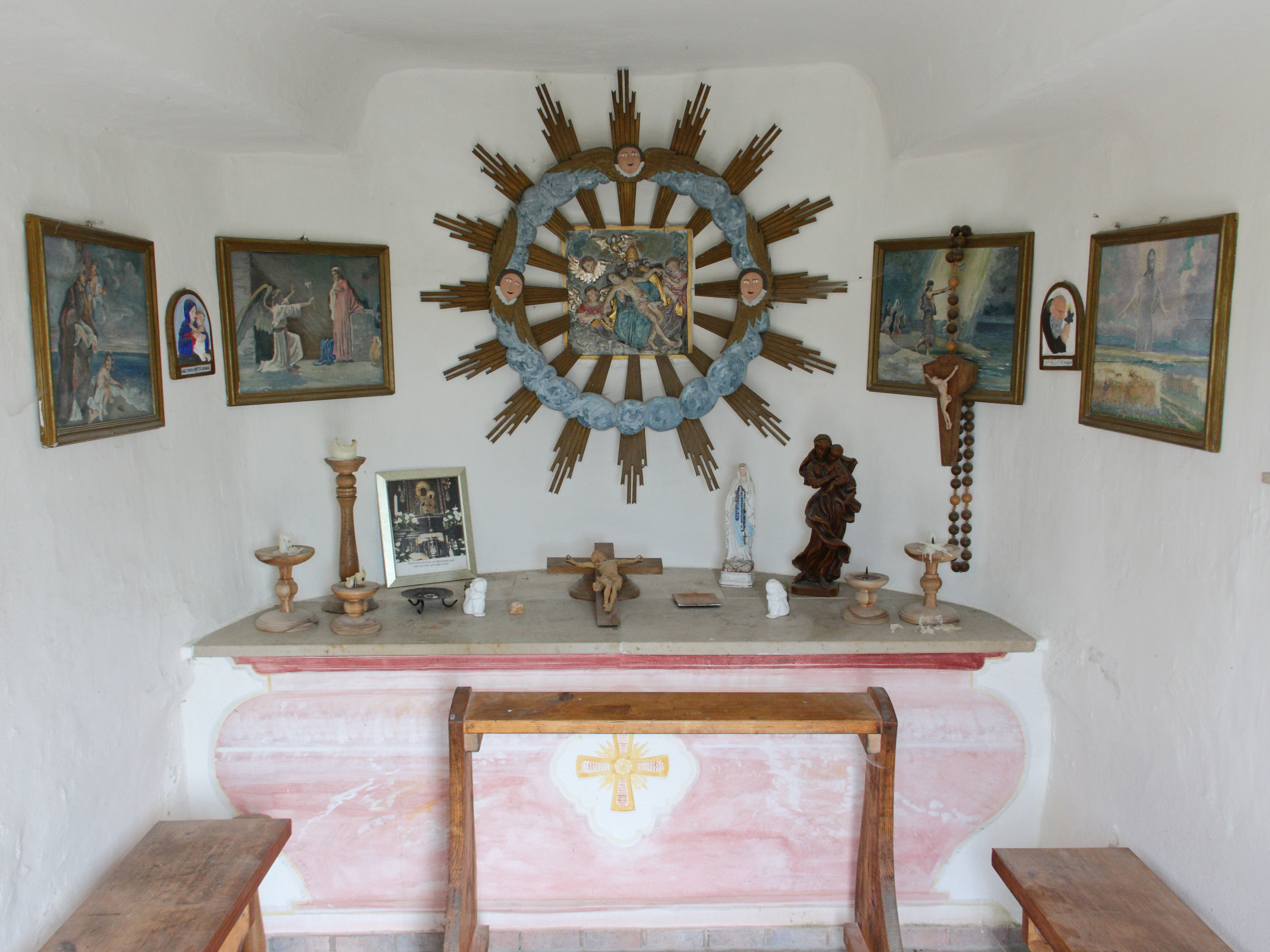
Innenansicht der Kapelle

Die römisch-katholische Dreifaltigkeitskapelle in Bedernau, einem Ortsteil der Gemeinde Breitenbrunn im Landkreis Unterallgäu (Bayern), wurde in der Zeit des 19./20. Jahrhunderts errichtet und steht unter Denkmalschutz.

## Beschreibung
Die Feldkapelle steht am südwestlichen Ortsende von Bedernau am Fußweg nach Baumgärtle. Errichtet wurde sie im 19. oder 20. Jahrhundert als nach Westen ausgerichteter halbrund geschlossener Bau. Das Dach wurde erneuert und ist an der Ostseite vorkragend. Zugänglich ist die Kapelle durch eine Rechtecktür auf der Ostseite. Ursprünglich befand sich an der Stelle der Tür eine offene große Arkade. An der Längsseite der flachgedeckten Kapelle ist jeweils ein kleines Rechteckfenster eingesetzt. Die Flachdecke ruht auf seitlichen Kehlen über vorkragenden Holzbalken. Das gemalte Dreifaltigkeitssymbol stammt aus der Zeit um 1900. Oberhalb des Altartischs ist eine Platte mit Stuckrelief eingelassen. Die quadratische Platte entstand in der Zeit um 1600 und zeigt einen Gnadenstuhl mit Engeln.